# Usipa
Usipa es una localidad del estado mexicano de Chiapas. Es parte del municipio de Tila.

## Demografía
| Gráfica de evolución demográfica |
|                                  |

| Censo | Población |
| ----- | --------- |
| 1900  | 103       |
| 1910  | —         |
| 1921  | 60        |
| 1930  | 236       |
| 1940  | 279       |
| 1950  | 233       |
| 1960  | 428       |
| 1970  | 558       |
| 1980  | 531       |
| 1990  | 861       |
| 2000  | 1 159     |
| 2010  | 1 450     |
| 2020  | 1 341     |